# Odeonsplatz

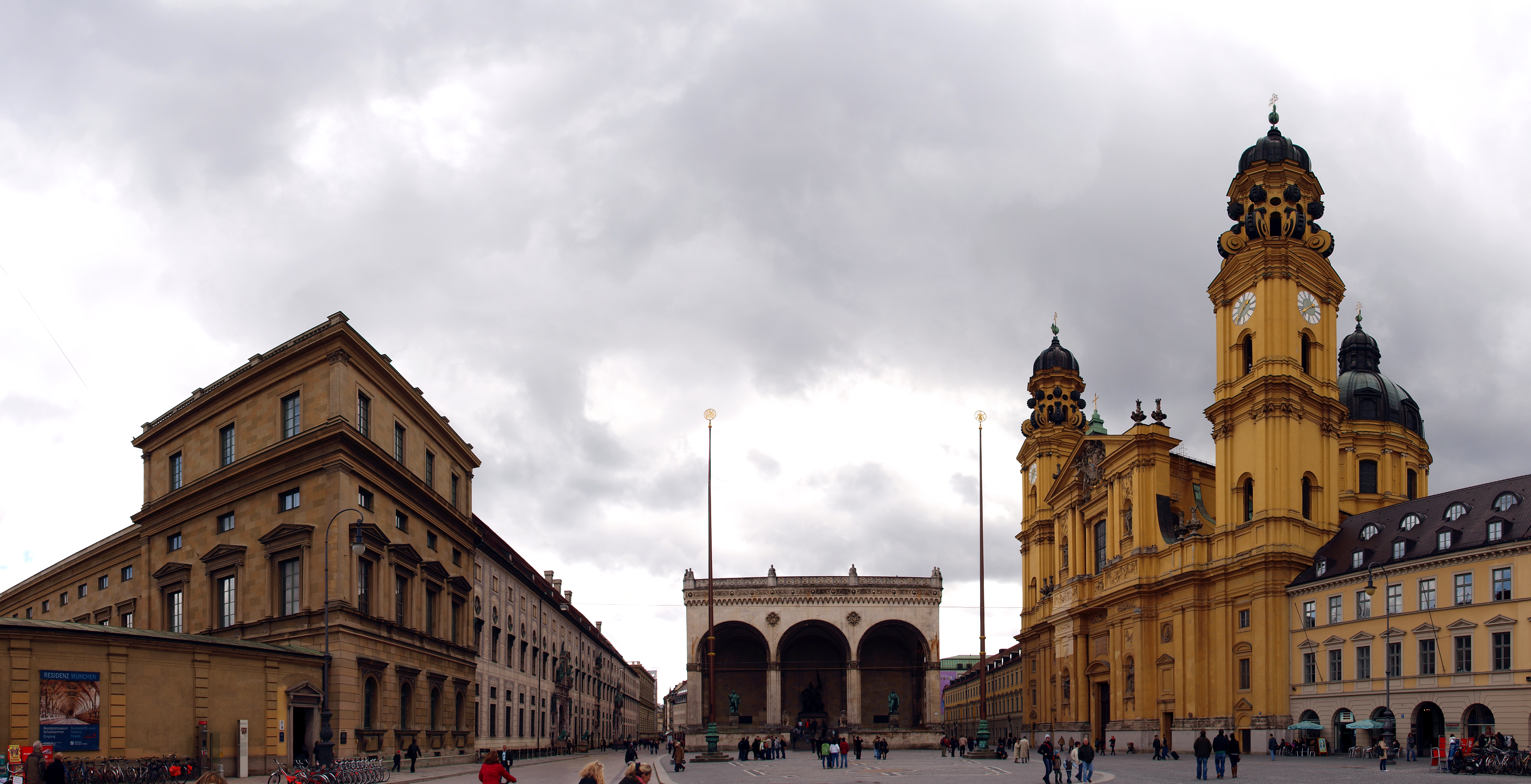
Vue sur l'Odeonsplatz depuis le sud avec la Feldherrnhalle (à gauche) et l'église des Théatins à droite.

L'Odeonsplatz (place de l'Odéon en français) est une place de la ville de Munich en Allemagne. Elle marque la fin sud de la Ludwigstraße et se situe dans l'alignement Siegestor, Ludwigstraße, Odeonsplatz. Son nom vient de la salle de concert, l'Odéon, que le roi de Bavière Louis Ier a fait construire à l'angle sud-ouest de la place en 1827.

## Situation
La place marque la délimitation entre les secteurs de Maxvorstadt (au nord) et Altstadt-Lehel (au sud). La place est délimitée à l'ouest par l'ancien Odéon et le palais Leuchtenberg et à l'est par le Basargebaeude (où se trouve le traditionnel Café Tambosi). Au fil des années, le nom d'Odeonsplatz a été également utilisé pour désigner le parvis de la loggia Feldherrnhalle, qui se trouve dans le prolongement de la place, entre l'église des Théatins et la Residenz. Au sud deux rues piétonnes (la Residenzstraße à l'est et la Theatinerstraße à l'ouest) partent de la place. En direction du nord se déroule la longue Ludwigstraße.

## Histoire
À partir d'environ 1790, des plans sont dressés pour la création d'une nouvelle place devant faire la liaison entre le quartier de Schwabing, le château de Nymphenburg et la Residenz. Son aspect actuel a été fixé par Leo von Klenze en 1816, chargé par Louis Ier de Bavière (seulement Kronprinz à l'époque) de la planification générale de la Ludwigstraße dont la place fait partie.
En 1972, la zone au sud de la place devient piétonne, le trafic venant de la Ludwigstraße en direction du centre-ville étant dévié par les rues parallèles (la Brienner Straße ou la Von-der-Tann-Straße).
L'Odeonsplatz est également une station importante du métro de la ville, où les lignes U3/6 croisent les lignes U4/5. La gare des lignes U3/6 a été ouverte en 1971 et est l'œuvre de Paolo Nestler. Celle des lignes U4/5 a été ouverte en 1986 et est reliée à la précédente par un tunnel piéton.

## Parades

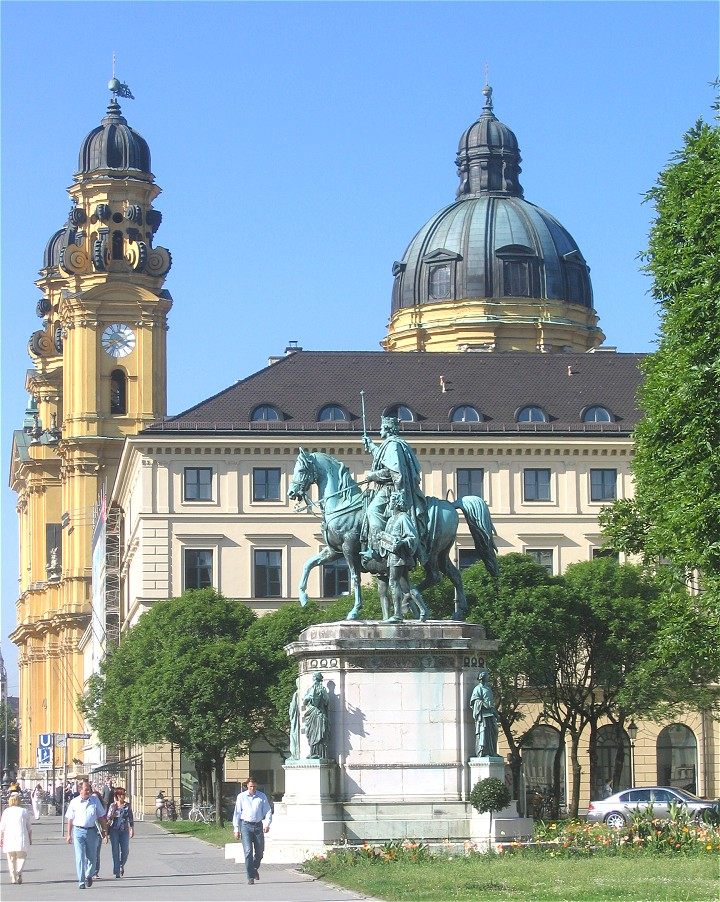
Statue équestre de Louis Ier sur l'Odeonsplatz

Traditionnellement, les différentes parades organisées dans la ville (de deuil, comme pour celle de Franz Josef Strauß en 1988) ou de célébration de victoires (dont la première sera celle de la Guerre franco-prussienne de 1870) se déroulent le long de la LudwigStraße en direction de la Feldherrnhalle. 
C'est probablement en souvenir de ces parades qu'Adolf Hitler, après le Putsch de la brasserie en 1923, suit le même tracé dans son défilé jusqu’à l'Odeonsplatz où eut lieu l'affrontement avec la police qui mettra fin à cet coup d’État. Plus tard, sous le régime nazi, les défilés militaires partent de l'Odeonsplatz en direction de la Königsplatz.
Encore de nos jours, la parade d'ouverture de l'Oktoberfest suit le même parcours, passant devant la statue équestre de Louis Ier, dressée à l'entrée de la place, à l'endroit où se tint le roi pour saluer la parade de son armée.